# Christoph Dieckmann (Historiker)
Christoph Dieckmann (* 2. Juli 1960 in Stadthagen) ist ein deutscher Historiker und Autor.

## Leben
Dieckmann absolvierte ein Studium der Geschichte, Soziologie und Volkswirtschaftslehre an den Universitäten Göttingen, Jerusalem und Hamburg. 2003 wurde er an der Universität Freiburg bei Ulrich Herbert mit einer Arbeit zur deutschen Besatzungspolitik in Litauen während des Zweiten Weltkrieges zum Dr. phil. promoviert. Von 2005 bis 2014 lehrte er an der englischen Universität Keele moderne europäische Geschichte.
Er gehört der Redaktion der Beiträge zur Geschichte des Nationalsozialismus sowie der Internationalen Kommission für die Bewertung der Verbrechen der nationalsozialistischen und sowjetischen Besatzungsregime in Litauen an und war an der 1999 erschienenen Publikation Der Dienstkalender Heinrich Himmlers 1941/42 beteiligt. Seit Anfang September 2011 war Dieckmann als wissenschaftlicher Mitarbeiter am Fritz-Bauer-Institut beschäftigt, wo er das auf zwei Jahre angelegte Forschungsprojekt „Das Stereotyp des jüdischen Bolschewismus. Die frühe Wirkungsgeschichte aus jüdischer Sicht“ mitbetreut. Gegenwärtig ist er wissenschaftlicher Mitarbeiter in einem Forschungsprojekt an der Universität Bern.
Für seine zweibändige Publikation Deutsche Besatzungspolitik in Litauen 1941–1944 wurde Dieckmann im Dezember 2012 mit dem Yad Vashem International Book Prize for Holocaust Research ausgezeichnet.

## Schriften (Auswahl)
- Die nationalsozialistischen Konzentrationslager. Entwicklung und Struktur, hrsg. mit Karin Orth und Ulrich Herbert, Wallstein Verlag, Göttingen 1998.
- Deutsche Besatzungspolitik in Litauen 1941–1944, 2 Bände, Wallstein, Göttingen 2011, ISBN 978-3-8353-0929-6 (zugleich: Dissertation, Universität Freiburg im Breisgau, 2003).
- Kooperation und Verbrechen. Formen der »Kollaboration« im östlichen Europa 1939–1945, hrsg. mit Babette Quinkert und Tatjana Tönsmeyer, Wallstein Verlag, Göttingen 2003.
- Im Ghetto 1939–1945. Neue Forschungen zu Alltag und Umfeld, hrsg. mit Babette Quinkert, Wallstein, Göttingen 2009, ISBN 978-3-8353-0510-6.